# 佩列斯拉夫爾區

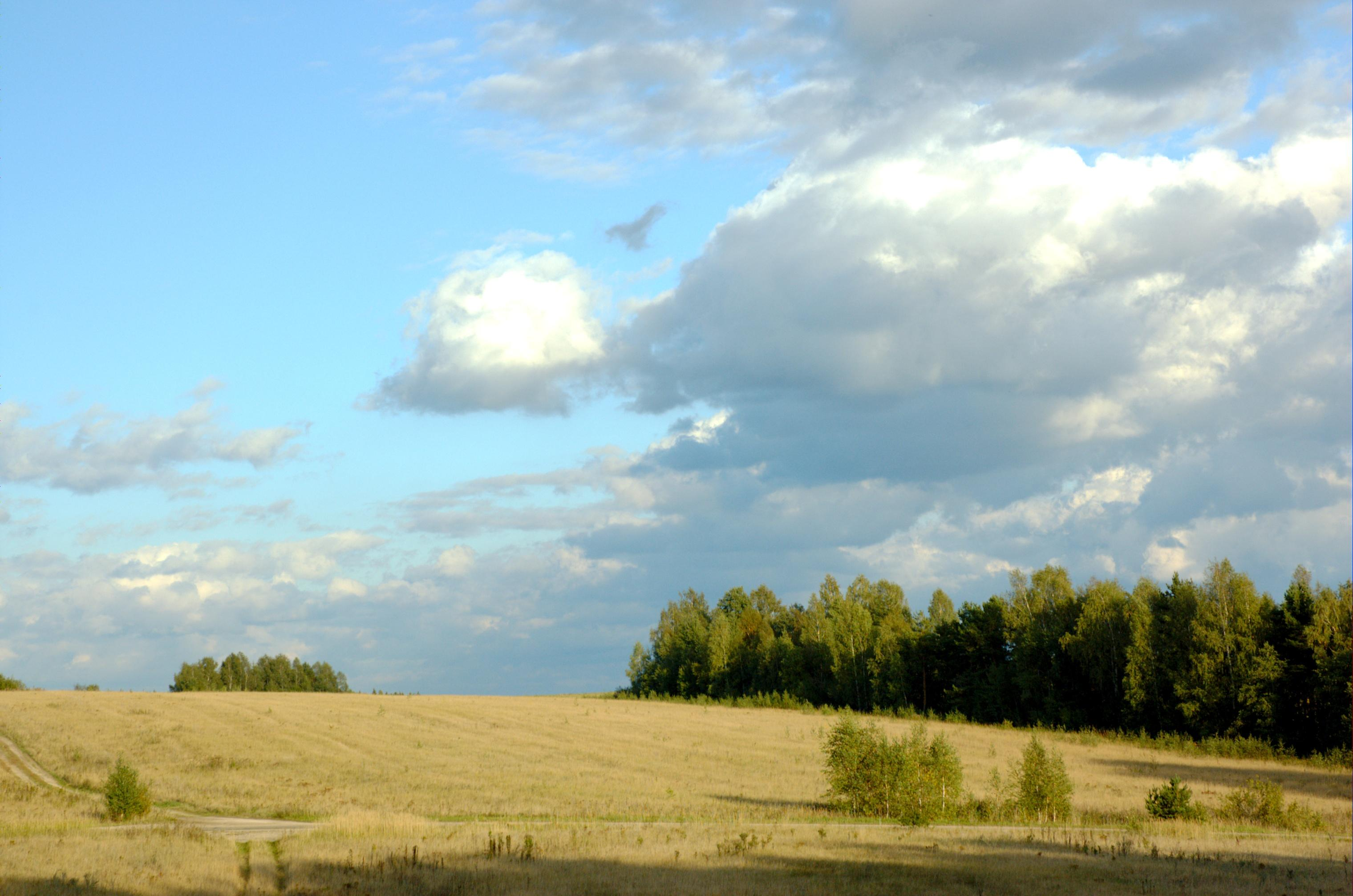

56°44′N 38°51′E / 56.733°N 38.850°E
佩列斯拉夫爾區（俄语：Переславский район），是俄羅斯的一個區，位於該國西部，由雅羅斯拉夫爾州負責管轄，面積3,130平方公里，2010年人口20,352，人口密度每平方公里6.5人。